# Ma Yuan (Maler)
Mǎ Yuǎn (chinesisch 馬遠 / 马远; * 1160; † 1225) war ein wichtiger Maler der chinesischen Song-Dynastie. 

## Leben
Ma Yuan wurde in Qiantang (錢塘; heute Hangzhou, Provinz Zhejiang) geboren und gehörte einer Familie von Malern an, denn sein Vater (Ma Shirong马世荣), Großvater (Ma Xingzu马兴祖) und Urgroßvater (Ma Ben马贲) waren Mitglieder der Akademie am Kaiserhof der Südlichen Song-Dynastie. Sein Sohn Ma Lin (馬麟; Pinyin: Mǎ Lín) war jedoch der letzte Maler von Bedeutung in der Familie Ma. 
Ma Yuan kam 1189 unter Kaiser Guangzong(光宗) an den Hof und genoss dort einiges an Ansehen, besonders unter Kaiser Ningzong(宁宗), der einige Gedichte schrieb, die von Ma Yuans Bildern inspiriert waren. Über sein späteres Leben ist jedoch nichts bekannt. 
Die außerhalb Chinas bekannteste Schule chinesischer Landschaftsmaler ist die Ma-Xia-Schule (馬夏), die nach ihren Gründern Ma Yuan und Xia Gui (夏圭) benannt ist. 
Ma Yuan nutzte die „Eineck-Komposition“ (邊角之景 biānjiǎo zhī jǐng), um durch äußerste Reduktion des Bildinhaltes Spannung in meditative Ruhe aufzulösen. Daher auch sein Beiname Eineck-Ma (馬一角 Mǎ Yījiǎo).

## Bildergalerie

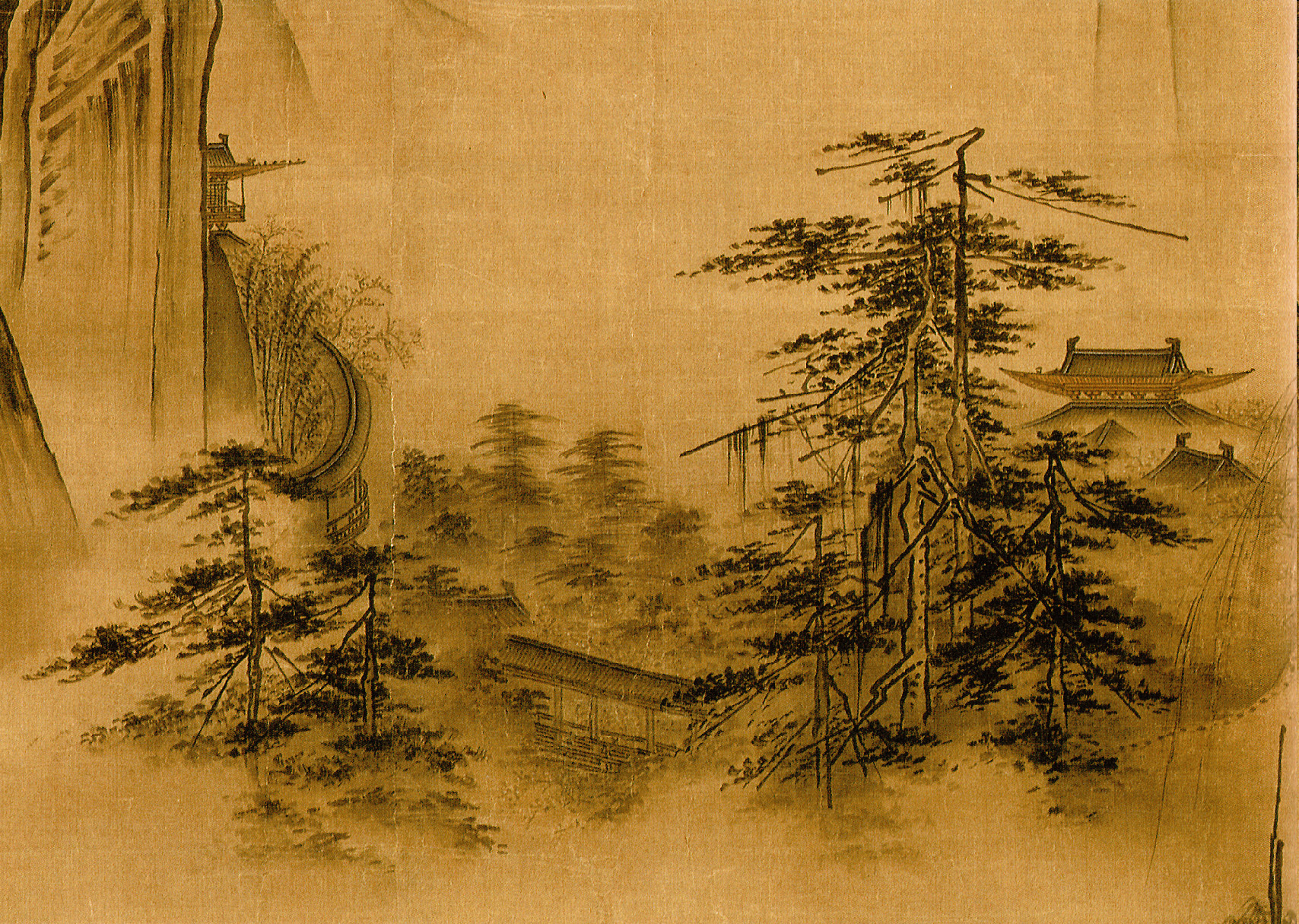
Bauern auf dem Heimweg von der Arbeit (Ausschnitt) 《踏歌圖》 Tàgē Tú
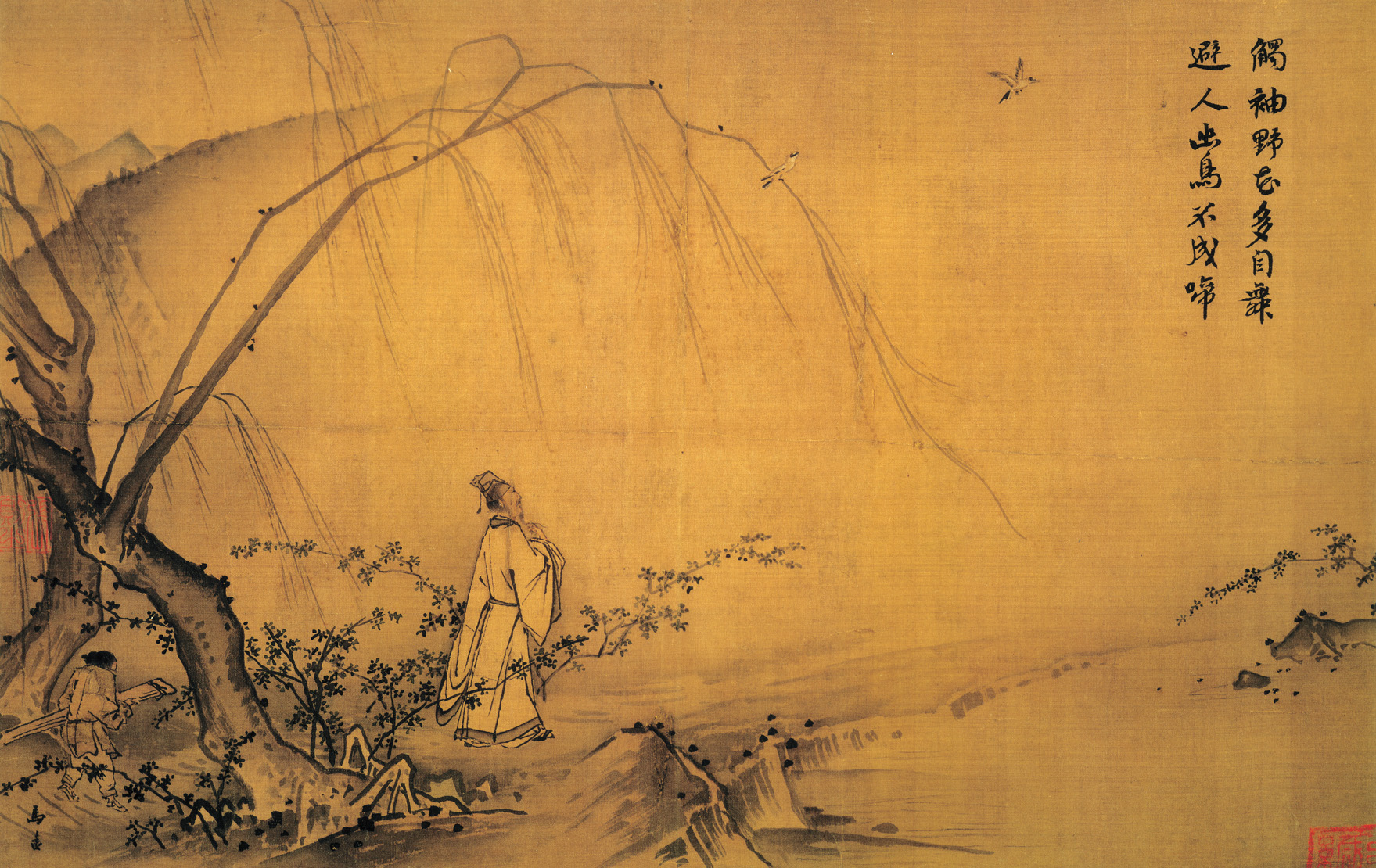
Frühlingsspaziergang 山徑春行圖 Shānjìng Chūnxíng Tú
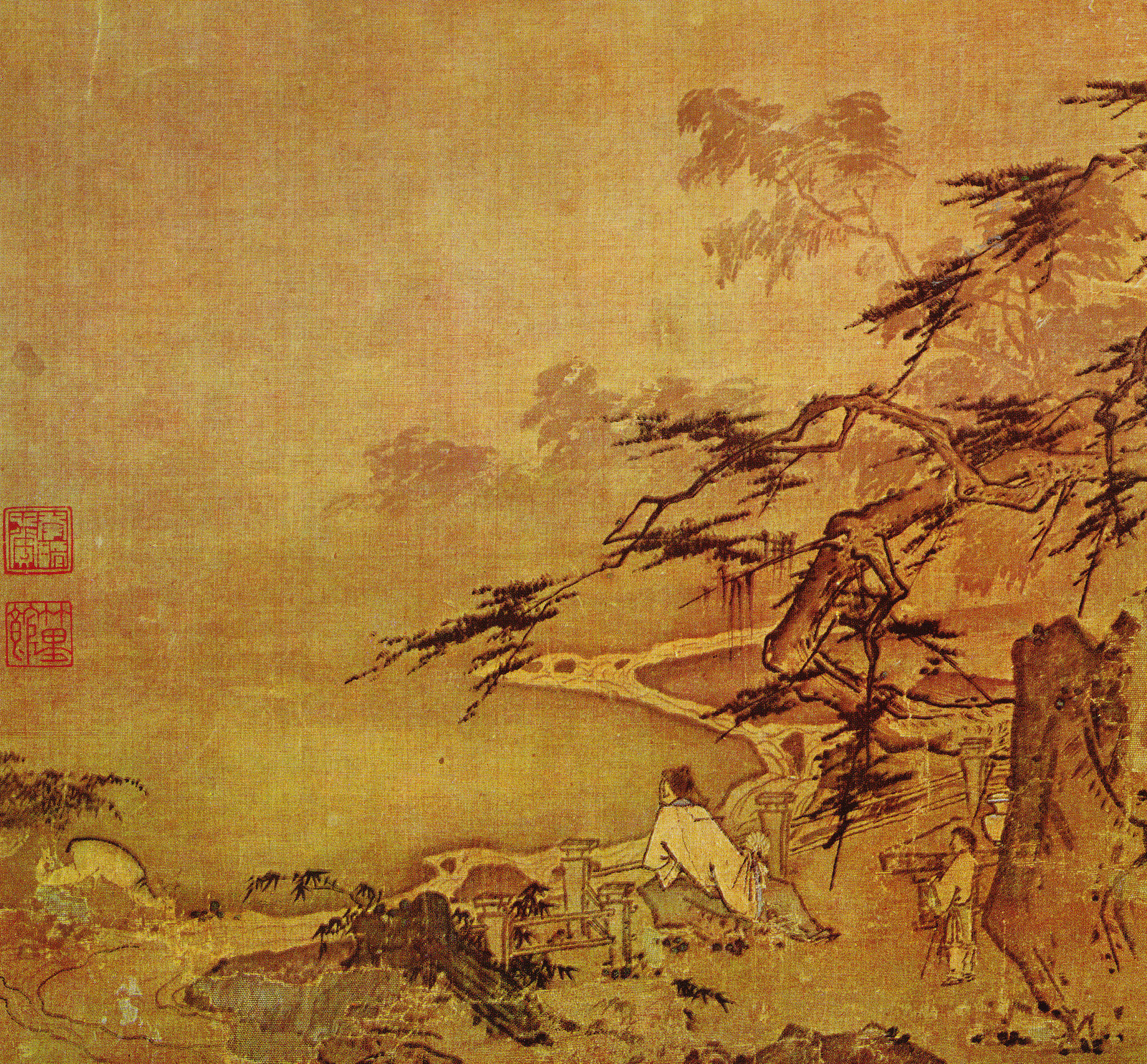
Gelehrter mit Diener auf einer Terrasse (1200–1230)